# 朴賢緒
朴 賢緒（パク・ヒョンソ、朝鮮語: 박현서/朴賢緖、1924年2月8日 - 1990年4月14日または1991年4月19日）は、大韓民国のジャーナリスト、随筆家、女性政治家。韓国女流文学人会会員、国際ペンクラブ韓国会員、第10代韓国国会議員。本貫は潘南朴氏。

## 経歴
淑明女子専門学校（現・淑明女子大学校）卒。以後ソウル新聞文化部長、朝鮮日報少女部長、大韓日報編集局長、韓国女子記者クラブ会長、KBS審議委員、放送倫理委員、新聞倫理委員などの要職を務め、第10代総選挙に統一主体国民会議の公認で当選し、維新政友会所属の国会議員となった。
1990年4月14日に持病により江南聖母病院で死去した。66歳没。